# 北向三品局
北向三品局（きたのむき さんぼん の つぼね、生没年不詳）は、室町時代前期の女性。室町幕府第3代将軍・足利義満の側室。義満存命中に三品、つまり従三位の位階にあり、北向と称したため、この名で呼ばれている。経歴等は不明だが、義満の存命中に従三位という地位にあったことから、側室の中でもかなりの地位にあり、高貴な家柄の出身だったと推測される。一説に寧福院と同一人物とする説もあるが、確証は無い。